# Asasello Quartett
Das Asasello Quartett ist ein klassisches Streichquartett aus Köln, das im Jahr 2000 gegründet wurde. Das Repertoire umfasst Streichquartette und Kammermusikstücke von der Wiener Klassik bis zur zeitgenössischen Musik, mit einem hohen Anteil an Musik des 20. und 21. Jahrhunderts.

## Geschichte
In Basel auf Initiative von Walter Levin gegründet, erhielt das Quartett den letzten Schliff vom Alban Berg Quartett in Köln und Chaim Taub in Israel. 2003 erhielten sie den ersten Preis beim Migros-Kulturprozent-Wettbewerb in Zürich. Seit dem gemeinsamen Studienabschluss in Köln 2007 spielte das Quartett in Deutschland und international, unter anderem bei der Musik-Triennale Köln, in der Wigmore Hall London, der Liederhalle Stuttgart und auf zahlreichen Festivals.
Mit der Musik aus den Herkunftsländern der Ensemblemitglieder setzt sich das Quartett seit 2009 im Projekt Paysages auseinander. Die Aufnahmen zum Projekt sind nur im Internet zu hören. 2010 erfolgte eine zyklische Aufführung aller Mozart-Quartette in Venedig. In seiner Wahlheimat Köln hat das Asasello Quartett eine eigene Konzertreihe mit dem Titel 1:1 – Schon gehört? ins Leben gerufen und wurde unter anderem für dieses Engagement 2010 mit dem Musikpreis des Verbandes der Deutschen Konzertdirektionen ausgezeichnet. Die Künstler beschäftigen sich mit neuen Konzertformaten, der Kombination von klassischem Streichquartett mit anderen Künsten, vom Tanz über Film bis hin zu inszenierten Konzerten.
Der Name des Quartetts bezieht sich auf eine Figur aus dem Roman Der Meister und Margarita von Michail Bulgakow und damit auf den Dämon Asasel.

## Preise und Auszeichnungen
- Förderpreis am 7. Internationalen Kammermusikwettbewerb in Bubenreuth 2001[3]
- 1. Preis beim Wettbewerb des Migros-Kulturprozentes, Zürich 2003
- Anerkennungspreis der Rentsch Stiftung 2003
- 2. Preis am Hochschulwettbewerb deutscher Hochschulen 2004
- Stipendium der Dörkens Stiftung 2007
- Internationaler Kammermusikwettbewerb Hamburg 2009
- Musikpreis des Verbandes der Deutschen Konzertdirektionen 2010

## Diskografie
- 2005 Ludwig van Beethoven op 18/6, Rostislav Kozhevnikov Streichquartett #3, Felix Mendelssohn Bartholdy op. 12
- 2007 Felix Mendelssohn Bartholdy op. 13, György Kurtág Hommage à Mihály András op. 13, Joseph Haydn op. 76/5
- 2009 Franz Schubert Der Tod und das Mädchen, Alfred Schnittke Streichquartett #3 (CAvi-music)
- 2009 Fanny Hensel-Mendelssohn Streichquartett Es-Dur; Felix Mendelssohn Bartholdy Streichquartette a-Moll op. 13 und Es-Dur op. 12. (CAvi-music)[4]
- 2013 Anton Webern Sechs Bagatellen (Blinker – Marke für Rezentes) vinyl only
- 2013 Paysages (Genuin classics) digital only
- 2013 Echtzeit Michael Jarrell Zeitfragmente; Conlon Nancarrow String Quartet #3; Rolf Riehm Tempo strozzato; Michael Growe Artwork (Genuin classics)[5]
- 2014 Melancoly Ernest Chausson; Alexander Gretschaninow; Walter Rabl; Guillaume Lekeu; Joseph Canteloube; Paul Hindemith; Richard Strauss; Adolf Busch; Max von Schillings; Johannes Brahms mit Lucia Duchonova und Ulrike Payer (Capriccio)
- 2014 Gradients of Detail, Chiyoko Szlavnics (World Edition)
- 2014 Marmarai – Oriental Contemporary Atac Sezer Subject & Flow; Matthias Pintscher Study IV for Treatise on the Veil; Ahmed Adnan Saygun String Quartet #1 (GENUIN Classics)